# 障害者職業カウンセラー
障害者職業カウンセラー（しょうがいしゃしょくぎょうカウンセラー）とは、高齢・障害・求職者雇用支援機構職員の職種の一つ。障害者の就業支援を職務の目的とする。
「障害者の雇用の促進等に関する法律」第24条により「障害者職業カウンセラーは、厚生労働大臣が指定する試験に合格し、かつ、厚生労働大臣が指定する講習を修了した者その他厚生労働省令で定める資格を有する者でなければならない。」と定められている。また「機構は、障害者職業センターに、障害者職業カウンセラーを置かなければならない。」とされている。

## 就職方法
障害者職業カウンセラーに就くには、独立行政法人高齢・障害・求職者雇用支援機構の障害者職業カウンセラー職の職員採用試験に合格して採用された後、厚生労働大臣指定講習を受ける必要がある。

### 選考方法
採用試験の年齢制限は、国家公務員採用 I 種試験と同じ。応募に特別な資格は必要ない。
- 第1次試験
  - 基礎学力試験 - 国家公務員採用試験の一般知識・一般知能試験に相当。
  - 小論文 - 1,000字以内
  - 面接
- 第2次試験
  - 専門試験 - 心理学、教育学、社会学、社会福祉学の中から一つを選択
  - 面接
- 第3次試験
  - 面接

### 指定講習
独立行政法人高齢・障害・求職者雇用支援機構に障害者職業カウンセラー職として採用されたら、障害者職業カウンセラー補として1年間、厚生労働大臣指定第1期講習を受ける。障害者職業総合センターにおける合同研修（OFF-JT）、地域障害者職業センターにおける実地講習（OJT）を通じて、業務に必要な事項を修得する。
第1期講習を終えると、正式な障害者職業カウンセラーとして地域障害者職業センターに配属される。

## 職務

### 障害者に対する職務
- 職業評価（職業リハビリテーション計画の策定）
- 職業指導（職業カウンセリング）
- 職業準備訓練・職業講習（職業準備支援）

### 事業主に対する職務
- 障害者雇用の相談、情報提供
- 具体的な採用計画の作成
- 採用に当たっての関係機関等との連絡調整
- 職場適応援助者（ジョブコーチ）の派遣
- 採用後のフォローアップ

### 障害者と事業主の双方に対する職務
- ジョブコーチによる支援
- 精神障害者の職場復帰支援

## 関連文献
- CiNii>障害者職業カウンセラー